# Manifestante comprado
Los manifestantes comprados o los manifestantes profesionales, son personas que participan en protestas públicas a cambio de beneficios monetarios. La expresión ha sido usada en contra de individuos, organizaciones y gobiernos, la denominación también ha sido usada por gobiernos y partidos para desacreditar protestas antigubernamentales. En algunos contextos, se puede contratar a personas con fines estéticos para demostrar una mayor participación pública en el proceso democrático. Dos parlamentos han debatido la posibilidad de realizar protestas compuestas por manifestantes comprados, el parlamento kirguís y el parlamento indio, el presidente de los Estados Unidos, Donald Trump, y varios de sus partidarios han acusado a sus opositores de comprar la participación de varios ciudadanos para organizar protestas en contra de su gobierno.
Cuanto mayor sea la multitud, menos probable es que esté compuesta enteramente por manifestantes profesionales o pagados. Es posible que los manifestantes comprados no estén al tanto del asunto en cuestión. Términos similares que se han utilizado para referirse a conceptos similares los cuales incluyen protesta pagada, alquiler de multitudes, turba alquilada, activistas a sueldo, protesta a sueldo, manifestantes falsos/protestas falsas y mercenarios.
Las teorías conspirativas sobre manifestantes comprados o profesionales y protestas coordinadas por grupos como Antifa y las "élites globales" (es decir, las conspiraciones George Soros o QAnon) fueron comunes durante la presidencia de Donald Trump, y los círculos de desinformación tanto de la izquierda como de la derecha promueven acusaciones de manifestantes comprados dirigidos en contra al bando contrario.

## Usos en diferentes países

### Kirguistán
En Kirguistán, el acrónimo OBON, que en kirguís se expande a "Otryad Bab Osobogo Naznacheniya" y puede traducirse como "unidades femeninas con misiones especiales", se refiere a manifestantes femeninas contratadas. Los beneficios de esto son que es una forma barata de poblar un lugar de protesta y también reduce la probabilidad de una confrontación violenta con la policía y otras fuerzas de seguridad. La remuneración por este servicio también ha sido discutida por los medios de comunicación de Kirguistán.

### Indonesia
En Indonesia, surgieron informes de protestas pagadas durante las elecciones para gobernador de Yakarta de 2017, las elecciones presidenciales de Indonesia de 2014 y durante el enfrentamiento de 2001 entre dos presidentes indonesios , Megawati Sukarnoputri y Abdurrahman Wahid. Durante las protestas búlgaras de 2013-2014 se formularon diversas acusaciones contra grupos de manifestantes y contramanifestantes de haber recibido dinero. En 2014, los manifestantes en Pakistán dijeron a la BBC que fueron contratados para protestar por Imran Khan y Tahirul Qadri.

### India
En 2018, el Procurador General Adicional de la India utilizó la frase en la Corte Suprema de la India : "Estamos en una era en la que hay algunos manifestantes profesionales a quienes les gusta protestar fuera del tribunal supremo, el Parlamento, la casa del presidente o la casa del primer ministro. No les gusta ningún otro lugar alternativo para protestar". Las protestas de Shaheen Bagh en India fueron acusadas de ser una protesta pagada. Los manifestantes a su vez colocaron carteles y transmitieron a través de los medios de comunicación que no se trataba de una protesta pagada y que los manifestantes no lo hacían por dinero.

### Estados Unidos

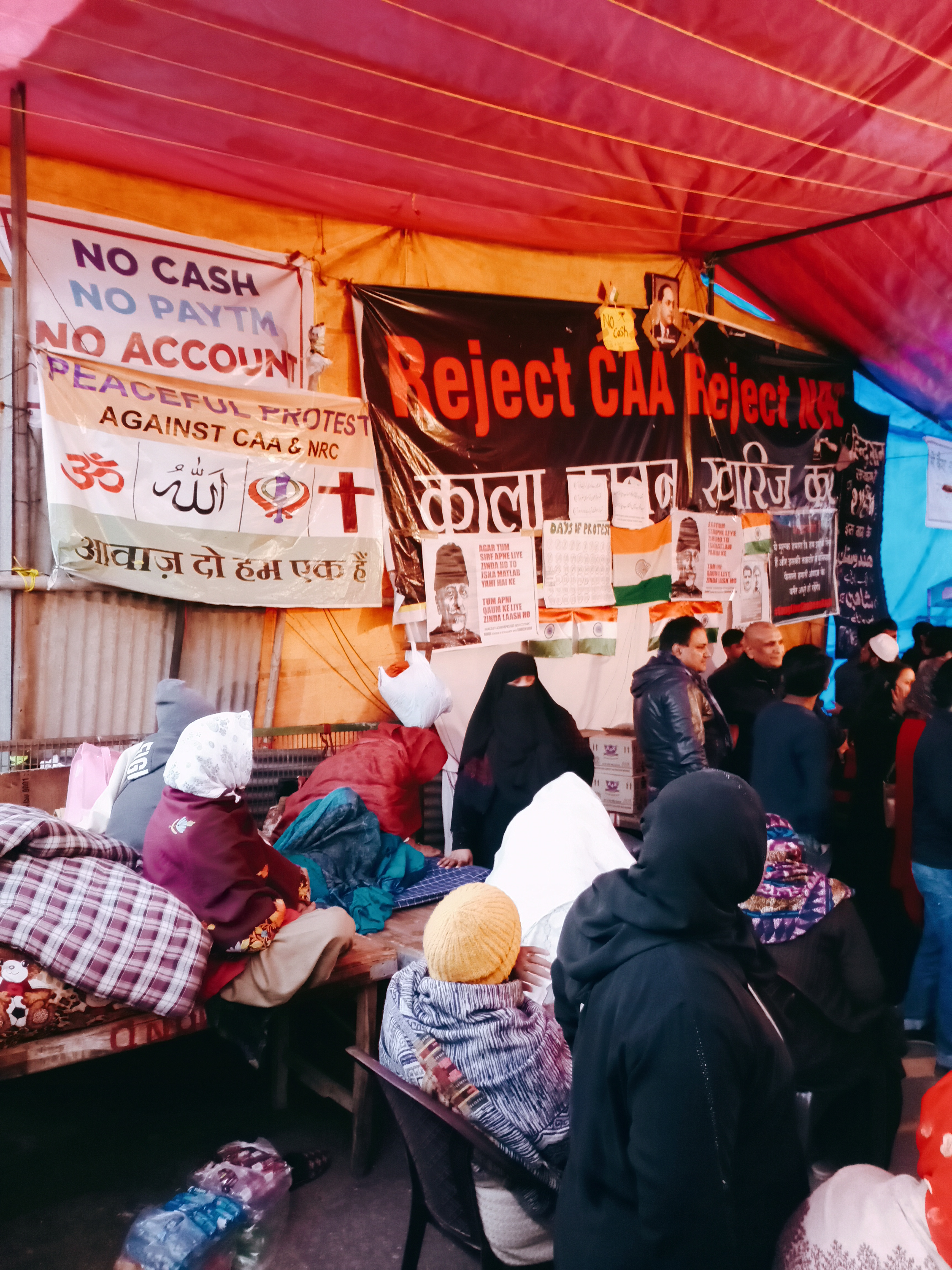
Un cartel (arriba a la izquierda) en la protesta de Shaheen Bagh dice: "Sin efectivo, sin Paytm, sin cuenta" (No le den dinero a ningún voluntario).

El presidente estadounidense, Donald Trump, a menudo hizo afirmaciones infundadas sobre manifestantes compradoss o profesionales a lo largo de su presidencia. Por ejemplo, utilizó la frase "manifestantes profesionales" en un tuit tras las protestas contra su victoria electoral. Se hicieron acusaciones similares contra los participantes en las protestas contra el oleoducto Dakota Access en 2016 y 2017. Ha habido denuncias públicas de organizaciones como Crowds on Demand que proporcionan manifestantes pagados o pagos para protestar.

### Reino Unido
En el Reino Unido, las autoridades han recibido acusaciones relacionadas con protestas pagadas. Durante la visita de Tamim al-Thani a Londres en 2018, se llevó a cabo una protesta alquilada frente a Downing Street.

## Variantes
En Indonesia, se ha acuñado el término "brigada nasi bungkus" o "multitud de almuerzos para llevar" para referirse a los manifestantes comprados. La frase en hindi andolan jeevis se traduce como "formas de vida de protesta". La frase fue utilizada por el Primer Ministro indio en el parlamento de la India.